# Coleophora numeniella
Coleophora numeniella is een vlinder uit de familie kokermotten (Coleophoridae). De wetenschappelijke naam is voor het eerst geldig gepubliceerd in 1988 door Baldizzone.
De soort komt voor in Europa.